# Death (гурт)
Death був одним з найвпливовіших американських дет-метал гуртів, що існував в 1983—2001 роках. Гурт був заснований гітаристом та вокалістом Чаком Шульдінером, що був єдиним постійним членом гурту протягом усіх років його існування. Гурт припинив своє існування 13 грудня 2001 року у зв'язку зі смертю Чака від ракової пухлини головного мозку.

## Створення гурту. Демозапис. Scream Bloody Gore, Leprosy. (1983—1988)
Гурт був заснований гітаристом і вокалістом Чаком Шульдінером, гітаристом Фредеріком ДеЛілло (більш відомим як Рік Розз) і барабанщиком Барні Лі (також відомим як Кем Лі) під первісною назвою «Mantas» (Mantas — це псевдонім Джефа Данна, тодішнього гітариста Venom) в 1983 році. Mantas шукали натхнення у творчості гуртів Slayer та Venom. Тріо складало свої пісні, роблячи репетиційні записи і відправляючи їх різним перекупникам касет по всьому світу. З таких записів був складений демозапис з п'яти пісень, названий Death By Metal, випущений в середині 1984 року, який затвердив Mantas як найбільш перспективного претендента на дет-металевий трон Америки, який на той час займав гурт Possessed із Сан-Франциско. Але гурт був добре прийнятий у своєму місті, Орландо, де гурт все ще не сприймали всерйоз. Чак Шульдінер згодом згадує:
Ситуація була практично неможливою. Багато людей дивилися на нас зверхньо. Нам діставалося багато неприємностей від місцевих гуртів; всі гурти в окрузі вважали нас повним лайном. У наших записах тоді було багато шуму [через самостійний запис], але ми грали брутальний дет-метал, і це було важко зрозуміти людям.
Така відсутність локальної підтримки гурту була однією з основних причин постійних внутрішніх конфліктів у гурті. Зрештою, гурт Mantas розпався наприкінці 1984 року. Пообіцявши продовжувати писати музику, яка була б «швидшою і важчою», ніж будь-що інше з його попередньої творчості, Чак відразу ж оголосив свої плани щодо створення нового гурту і переїзду або в Тампу, або в Каліфорнію, коли йому виповниться вісімнадцять років (13 травня 1985). Новому гурту він дав просту, лаконічну і в той же час відбиваючу суть назву Death (укр. смерть), яке послужило назвою також і одному з основних напрямків металу — дет-метал. Чак вважав, що переїзд збільшить шанси складу гурту бути незмінним. Протягом кількох тижнів Шульдінер залагодив стосунки з Ріком Роззом та Кемом Лі та розпочав сесії запису матеріалу для легендарного демо Reign Of Terror. «Наша музика стала настільки важчою [після створення Death], що в це майже не віриться», — заявляв Чак Шульдінер напередодні запису цієї стрічки. Записана за п'ять годин у жовтні 1984 року у службовому приміщенні музичного магазину, де зберігалося звукозаписне обладнання, Reign Of Terror (у перекладі з англ. «Царство жаху») обійшлася гурту в 80 доларів, а сам матеріал так і не був належним чином мікшований через брак часу. Реліз із шести композицій поширювався по всьому світу через велику мережу трейдерів. Гурт став відомим як одна з найбільш екстремальних та брутальних у своєму жанрі. 30 грудня 1984 року Death виступила разом із місцевою легендою — гуртом Nasty Savage у пабі «Rusty's Pub» і, записавши цей виступ, випустила його як «офіційну» концертну стрічку, яка набагато більше сподобалася учасникам гурту порівняно із самим Reign Of Terror.
Через три місяці, 9 березня 1985 року, Чаку, Ріку та Кему нарешті випав шанс записати повноцінне студійне демо, стрічку із трьох пісень, яка була створена в основному для привернення уваги великих звукозаписних компаній. Цей запис згодом отримав назву Infernal Death (у перекладі з англ. — «Пекельна смерть»). Вона є останньою, зробленою в такому складі гурту, оскільки відносини Чака Шульдинера з рештою учасників гурту ставали все холоднішими. Йому сподобався басист із Мічигану на ім'я Скотт Карлсон, який тоді був учасником гурту Genocide, а потім Repulsion. Він надіслав Шульдінеру запис своїх імпровізацій, який його сильно вразив. Скотт переїхав до Орландо та замінив Ріка Розза у складі Death; з ним також приїхав гітарист Genocide Метт Оливо. Обидва вони приєдналися до Чака Шульдинера та Кема Лі, але незабаром Лі покинув гурт і Death залишилася без барабанщика. Гурт витратив кілька місяців у марних пошуках ударника. Кінець кінцем Карлсон і Оливо покинули гурт і повернулися назад до Мічигана; Чак мав дуже складне завдання: підібрати зовсім новий склад гурту. Для цього він переїхав до Сан-Франциско, де зустрівся із колишнім барабанщиком D.R.I. Еріком Бречтом, і ця пара стала черговим складом гурту Death. Їхньою метою стало «грати швидше, ніж будь-коли». Але врешті-решт Шульдінер зрозумів, що швидкісна гра перешкоджає мелодизму в музиці Death, що згодом стало її характерною ознакою. Він повернувся до Флориди знову без гурту.
На той час Чаку зателефонували учасники дет-метал-гурту Slaughter з Торонто, які почали записувати дебютний альбом Strappado. Вони попросили Шульдинера переїхати до Канади, на що він погодився, оскільки був розчарований у місцевих музикантах та обстановці. Чак переїхав до Торонто в у січні 1986 року та гурт почав репетирувати. Хоч Шульдінер спочатку зрадів перебуванню в цьому гурті, він незабаром усвідомив, що не може підкорятися чиємусь керівництву, і повернувся до Флориди. У Сан-Франциско він зустрівся з багатообіцяючим молодим ударником на ім'я Кріс Рейферт, і в квітні того ж року дует вирушив до студії для запису трипісного демо Mutilation. Цей запис набув широкого поширення в колах металхедів і навіть потрапив до рук представників лейблу Combat Records, який запропонував контракт на кілька альбомів уперед. У липні 1986 року Чак і Кріс у Флориді розпочали роботу над дебютним альбомом, але з різних технічних причин робота далеко не просунулась і весь процес довелося перенести до голлівудської студії Music Grinder Studios. Гурт разом із продюсером Ренді Бернсом записав платівку лише за кілька днів і Чак із Крісом повернулися додому, а Ренді залишився мікшувати альбом. У цей час дует встановив контакт з молодим каліфорнійським гітаристом на ім'я Джон Хенд, якого було запрошено до гурту, причому його було так тепло прийнято, що його фотографію було розміщено на обкладинці альбому, що виходить. Але це було рішення, яке не давало спокою учасникам Death: Хенд пішов із гурту ще до запису другого альбому і, таким чином, нічого з нею не записав.
Дебютний альбом Death, Scream Bloody Gore, вийшов у травні 1987 року і тут же був прийнятий із похвалами та схваленням фанатів, журналів. Платівка була названа одним із найважливіших релізів дет-металу всіх часів. Як би там не було, Чак знову повернувся до Флориди, а Рейферт залишився в Сан-Франциско. Шульдинер вирішив приєднатися до флоридського гурту Massacre, у якій грав Рік Розз. Це стало початком справжньої концертної діяльності Death. Перший серйозний виступ перед публікою відбувся на метал-фестивалі в Мілвокі. Під час успішного турне (концерти в рамках якого проходили, в основному, в клубах) Death зіграла три абсолютно нові пісні («Born Dead», «Open Casket» і «Pull the Plug»), які написав Чак Шульдінер. Ці пісні представили Death як більш дорослий гурт, обрала свій напрямок. Брутальність (що стала «торговельною маркою» Death) цих композицій анітрохи не поступалася старим матеріалом. До квітня 1988 року гурт повернувся до студії Morrisound у Тампі і під керівництвом Дена Джонсона записав свій другий альбом, Leprosy, який сильно випередив свій час. Звучання альбому, незважаючи на брутальність та тяжкість, було дуже чистим. Нова платівка, як і її попередниця, корінням сягала Slayer, Venom, Hellhammer, але на ній були сильніше підкреслені мелодійні фрагменти, які згодом стали «ядром» музики Death. Не дивно, що така комбінація відразу ж стала «хітом» у металевому андерграунді та головним джерелом натхнення для сотень гуртів дет-металу кінця 80-х (наприклад, Entombed та Napalm Death, які записали свою платівку Harmony Corruption у тій же студії «Morrisound», щоб досягти такого ж звучання, як і в Leprosy). Гурт з'явився на відео Ultimate Revenge II (концертний відео- та аудіозапис, на якому також присутні гурти Morbid Angel і Forbidden) у жовтні 1988 року, за чим було турне 1989 року.
До кінця цього року відносини між Чаком і Ріком Роззом стали нестерпними для Шульдинера і розбіжність шляхів обох музикантів стала неминучим. Незважаючи на те, що склад гурту знову змінився, Death залишила незабутнє враження у публіки випуском своїх двох альбомів. Справді, ці альбоми проклали дорогу сотням дет-металевих гуртів, утворених у наступні роки, хоч і не зуміли перевершити або затьмарити важливість та неймовірний тягар пісень на кшталт «Pull the Plug». А те, що до цього часу багато хто з цих пісень залишився улюбленим серед фанатів, говорить лише про тонку майстерність Death та її важливість, причому не тільки на американській металевій сцені, а й у всьому світі, що гурт незабаром і продемонстрував.

## Продовження успіху. Ускладнення звучання. Spiritual Healing, Human, Individual Thought Patterns. (1989—1994)
Після туру Мексикою та погано організованого туру Європою, гурт, замінивши Розза на Джеймса Мерфі, стала записувати третій альбом — Spiritual Healing. Шульдинер залишив теми пісень про страх і кров, перейшовши до соціальної тематики. Гурт далеко просунувся вперед у плані технічності та прогресивності багато в чому завдяки Мерфі: будучи чудовим і вправним гітаристом, як і сам Чак, він додав до звучання гурту велику віртуозність та мелодійність. Однак він мав власні ідеї, які він не міг реалізувати в рамках Death, і давши кілька концертів, незабаром залишив гурт. Шульдинер, відчуваючи, що тур Європою буде таким же провальним, як і в 1988 році, відмовляється їхати в тур. Але Батлер та Ендрюс поїхали в тур без нього, разом із гітаристом Уолтером Тречслером та вокалістом Луї Карризалезом під ім'ям Death. Розгніваний Чак подав до суду на колег по гурту, виграв справу і Батлера з Ендрюсом було звільнено з гурту.
Чак усвідомив, що не знайде абсолютних однодумців, які могли б писати разом із ним музику, набирає новий склад Death, з яким він лише репетирував, записувався у студії та виступав на концертах, повністю написавши весь матеріал самостійно. Він запросив віртуозного басиста Стіва ДіДжорджіо, який дуже технічно грає на безладовому басі, не менш талановитого гітариста Пола Масвідала та барабанщика Шона Рейнерта. Два останні музиканти, які грають у складному, джазовому стилі, утворили гурт Cynic, що стала однією з основоположниць стилю джаз-дет-метал. Також був звільнений, але майже відразу ж прийнятий назад менеджер Ерік Грейф. Шульдинер та Грейф не зійшлися характерами, хоча той повністю задовольняв його як менеджер гурту. Почавши судитися один з одним і ні до чого не прийшовши, вони змушені були знову співпрацювати. Цей склад випустив у 1991 році альбом Human, який став справжнім проривом у металі та музиці загалом. Неймовірна віртуозність і технічність гурту зробили цей альбом легендарним, який остаточно затвердив прогресивний дет-метал як самостійний жанр металу. Відео на пісню Lack of Comprehension з'явилося на MTV. ДіДжорджіо на якийсь час покинув гурт через необхідність у турі свого основного гурту Sadus. Запросивши на його місце Скотта Керіно, гурт зробив широке навколосвітнє турне. Скотт також записав частину партії бас-гітари в інструментальній композиції «Cosmic Sea».
Масвідал і Райнерт залишили гурт, щоб зайнятися своїм проєктом Cynic. Шульдинер запросив на їх місця гітариста Енді ЛяРока з гурту King Diamond і барабанщика Джина Хоглана, який став легендарним через технічність, швидкість і точність з гурту Dark Angel, що розпалася. Також до лав гурту повертається Стів ДіДжорджіо. Гурт записує альбом Individual Thought Patterns, який додав технічному та прогресивному гурту витончену мелодійність, стала унікальною і відомою рисою гурту і всієї творчості Шульдинера. Альбом підніс гурт до піку успіху, кліп на пісню «Philosopher» транслювався багатьма телеканалами. У скандальному мультфільмі Бівіс і Баттхед у 1994 році, один з героїв, Бівіс, наслідував Шульдинера, вигукуючи вирази 'drive-thru' і 'tacos, to go!' у його манері співу. З виходом альбому гурт вирушив у світове турне, замінивши ЛяРока на тоді невідомого Ральфа Сантолла, через зайнятість ЛяРока в його основному гурті King Diamond. Death розірвали контракт із лейблом Relativity та підписали договір з Roadrunner Records.

## Пік творчості. Control Denied. Смерть Шульдинера та розпад гурту. Symbolic, The Sound of Perseverance. (1995—2001)
У 1995 році ДіДжорджіо та ЛяРок покинули гурт, на їх місця прийшли Келлі Конлон та Боббі Коелбл відповідно. У 1995 році гурт випустив альбом Symbolic. Всі композиції включали віртуозність, техніку і красиві соло Шульдинера і Келббла. Унікальний мелодизм, властивий лише Death, повністю розкрився в цьому альбомі. Такі пісні як «Symbolic», «Empty Words», «Crystal Mountain» стали культовими. Вокал Шульдинера на цьому альбомі радикально змінився — від гроулінгу до скримінгу, характерного для блек-металу. У 1996 році Чак заснував гурт Control Denied, що грає в стилі прогресивний метал, м'якший ніж Death. Але за умовою контракту Шульдінер має випустити ще один альбом під ім'ям Death перед тим, як повністю розпочати роботу над новим проєктом. Склад гурту знову змінився, фактично це був Control Denied, але без вокаліста Тіма Еймара — за барабанами був Річард Крісті, на басу Скотт Кленднін, та Шеннон Хемм на гітарі. The Sound of Perseverance, сьомий та останній студійний реліз гурту, випущений у 1998 році на лейблі Nuclear Blast, став набагато технічнішим і складнішим, ніж його попередники. Особливу складність альбому задали барабани Річарда Крісті з його складними збивчастими ритмами та професійним володінням ударною установкою. Тим самим він упорядковував складні гітарні партії Чака. Після випуску альбому та двох турів на його підтримку Чак припинив діяльність гурту, щоб зосередитись на Control Denied. 1999 року вийшов дебютний альбом The Fragile Art Of Existence. Але тур був неможливий через страшну новину: 13 травня 1999 року, у день народження Чаку Шульдінеру було поставлено діагноз — гліома варолієвого мосту, рідкісний різновид раку мозку. Чак негайно пройшов курс хіміотерапії. Пухлина омертвіла, але родина Шульдинерів була на межі руйнування, всі кошти були кинуті на порятунок Чака. Було створено багато благодійних акцій та заходів, щоб зібрати кошти на лікування Чака. 2000 року він переніс операцію з видалення залишків пухлини. Але лікарі, які оперували Шульдинера, сказали, що початковий діагноз був помилковим, і в 2001 році рак повернувся. Чак відмовився від лікування через брак коштів на нього і продовжував роботу над новим альбомом Control Denied When Man and Machine Collide. Всі препарати, які приймали Чак, були сильнодіючими і значно послабили його організм. Наприкінці жовтня — на початку листопада Чак Шульдінер захворів на пневмонію, яка завдала останнього удару по його організму. Він помер 13 грудня 2001 року о 4 годині дня Північноамериканського Східного стандартного часу. Його смерть поклала край гуртам Death і Control Denied.

## Death To All Tour (2012)
У березні 2012 року журнал Sick Drummer та Perseverance Holdings Ltd. оголосили про тур Death To All Tour 2012 на підтримку фонду Sweet Relief, який надає підтримку музикантам, які зіткнулися з хворобою, інвалідністю або віковими проблемами. Тур складається з п'яти концертів, присвячених життю та творчості лідера гурту Death Чаку Шульдінеру. У серії виступів виступатимуть учасники Death та низка спеціальних гостей.
Список учасників туру:
- Джин Хоглан — ударні (Individual Thought Patterns, Symbolic)
- Шон Рейнерт — ударні (Human)
- Стів ДіДжорджіо — бас-гітара (Human, Individual Thought Patterns)
- Скотт Кленденін — бас-гітара (The Sound of Perseverance)
- Пол Масвідал — гітара (Human)
- Шеннон Хемм — гітара (The Sound of Perseverance)
- Боббі Коелбл — гітара (Symbolic)

## Трибьют
На честь гурту Death, що розпалася, було створено два гурти — Death DTA, куди входять колишні учасники гурту Death Боббі Коеллбл, Стів Діджорджіо і Джин Хоглан на чолі з гітаристом і вокалістом Максом Фелпсом, колишнім учасником гурту Cynic, і канадський гурт Symbolic, на гітарі та вокалі, Майкл Свінні на гітарі, Домініс Лапонте на басу та Ентоні Баррел на ударних. На концерті, присвяченому гурту Death також брали участь і колишні учасники.

## Склад

### Останній склад
- Чак Шульдинер — соло и ритм-гітара, вокал, основний автор пісень (1984-2001)
- Річард Крісті — барабани (1996-2001)
- Шенон Гемм — соло та ритм-гітара (1996-2001)
- Скотт Кленденін — бас (1996-2001)

#### Колишні учасники

##### Вокал
- Кем Лі (Барні Лі) — барабани, вокал (1984—1985)
- Луї Каррісалес — концертний вокал (1990)

##### Гітара
- Рік Розз (Фредерік ДеЛілло) (1984—1985, 1987—1989)
- Метт Олівіо (1985)
- Джон Хенд (1987)
- Альберт Гонсалес (1990)
- Джеймс Мерфі (1990)
- Вальтер Трахслер (1990)
- Пол Масвідал (1989, 1990—1992)
- Енді ЛаРок (Андерс Олхейдж) (1993)
- Ральф Сантолла (1993)
- Крейг Лосісеро (1993)
- Боббі Келбл (1995)

##### Бас
- Скотт Карлсон (1985)
- Ерік Мід (1985)
- Террі Батлер (1987—1990)
- Стів ДіДжорджіо (1986, 1991, 1993)
- Скотт Каріно (1991—1992)
- Келлі Конлон (1995)
- Брайан Денсон (турне на підтримку Symbolic)

##### Ударні
- Кем Лі (Барні Лі) (1984—1985)
- Ерік Брехт (1985)
- Кріс Рейферт (1986—1987)
- Білл Ендрюс (1987—1990)
- Шон Райнерт (1991—1992)
- Джин Хоглан (1993—1995)
- Річард Крісті (1996—2001)

## Демо
- 1984 — Death By Metal (Демо)
- 1984 — Reign Of Terror (Демо)
- 1985 — Infernal Death (Демо)
- 1985 — Rigor Mortis (Демо)
- 1985 — Back From The Dead (Демо)
- 1987 — Scream Bloody Gore
- 1988 — Leprosy
- 1990 — Spiritual Healing
- 1991 — Human
- 1993 — Individual Thought Patterns
- 1995 — Symbolic
- 1998 — The Sound of Perseverance
- 2001 — Live In L.A. 2012 — «Vivus!»

### Альбоми
- Scream Bloody Gore (1987)
- Leprosy (1988)
- Spiritual Healing (1990)
- Human (1991)
- Fate: The Best of Death (1992)
- Individual Thought Patterns (1993)
- Symbolic (1995)
- The Sound of Perseverance (1998)
- Live in L.A. (Death & Raw) (2001)
- Live in Eindhoven (2001)

## Відео
- Lack of Comprehension (videoclip, 1991)
- The Philosopher (videoclip, 1993)
- Live in Houston (Bootleg, VHS, 04.02.1989)
- Live in Florence (VHS, 10.12.1993)
- Live in Music Hall (1998, Virus Cable TV)
- Live in L.A. (Death & Raw) (Official Live, DVD/VHS, 05.12.1998)
- Live in Eindhoven (Official Live, DVD), 2001, Nuclear Blast)